# Rio Acquetta
Il Rio Acquetta è un piccolo torrente che scorre a Montebello Vicentino parallelo al Chiampo e al Guà.
Nasce dalla Roggia di Arzignano (che a sua volta raccoglie le acque del torrente Chiampo).  Scorre anche attraverso il bacino di Montebello, facendo fluire l'acqua dello stesso bacino. Sfocia poi nel torrente Togna, quindi Fratta, canale Gorzone.